# دانشگاه باسیلیکاتا
دانشگاه باسیلیکاتا (به ایتالیایی: Università degli Studi della Basilicata) یک دانشگاه دولتی در ایتالیا است که در پوتنزا واقع شده‌است.